# Heilig Hartbeeld (Demen)
Het Heilig Hartbeeld is een standbeeld in de Nederlandse plaats Demen, in de provincie Noord-Brabant.

## Achtergrond
Het Heilig Hartbeeld was een geschenk van de parochianen van Demen en Dieden aan pastoor Joannes Simons, ter gelegenheid van diens veertigjarig priesterjubileum in 1941. Het is geplaatst aan de voorzijde van de Sint-Willibrorduskerk.

## Beschrijving
Het beeld is een staande Christusfiguur, gekleed in een lang gedrapeerd gewaad. Hij houdt zijn rechterhand zegenend geheven en wijst met zijn linkerhand naar het Heilig Hart op zijn borst. In beide handen zijn de stigmata zichtbaar.
Het beeld staat op een gemetselde, bakstenen sokkel, waarin een plaquette is aangebracht met het opschrift: 

H. HART van JESUS
zegen de inwoners van
DEMEN en DIEDEN
aangeboden 1 juni 1941 b.h.
40 jarig priesterfeest
van PASTOOR SIMONS

## Waardering
De kerk werd in 2000 als rijksmonument ingeschreven in het monumentenregister: "De aan de voet van de Maasdijk gelegen neogotische zaalkerk uit 1857 met in 1890 verbouwde 15de-eeuwse toren, omheind kerkhof met muur- en hekwerk alsmede het H. Hartbeeld naast de ingang en de privé begraafplaats beschikken op basis van de (samengestelde) ouderdom, de ruimtelijke, visuele en functionele relaties over monumentwaarden die van nationaal belang worden geacht."